# اريك فرانك
اريك فرانك (بالألمانية: Eric Franke)‏ هو عداء سريع ألماني، ولد في 16 أغسطس 1989 في برلين في ألمانيا.

## وصلات خارجية
- اريك فرانك على موقع الاتحاد الدولي لألعاب القوى (الإنجليزية)
- اريك فرانك على موقع IBSF (الإنجليزية)
- اريك فرانك على موقع اللجنة الأولمبية الدولية (الإنجليزية)
- اريك فرانك على موقع أوليمبيديا (الإنجليزية)
- اريك فرانك على موقع اللجنة الأولمبية الألمانية (الألمانية)